# Wang Yang (voetballer)
Wang Yang (汪洋) (26 juni 1989) is een Chinees profvoetballer die bij voorkeur als aanvaller speelt. Hij tekende in juli 2014 een contract bij Hebei China Fortune. 
Wang speelde van juli 2009 tot juli 2012 bij Cercle Brugge. Op 26 januari 2011 maakte hij zijn eerste doelpunt voor Cercle Brugge, in een bekerwedstrijd tegen Germinal Beerschot.

## Statistieken
| seizoen | club           | land   | competitie         | wed. | goals |
| ------- | -------------- | ------ | ------------------ | ---- | ----- |
| 2008/09 | Jiangsu Sainty | China  | Super League       | 12   | 3     |
| 2009/10 | Cercle Brugge  | België | Jupiler Pro League | 1    | 0     |
| 2010/11 | Cercle Brugge  | België | Jupiler Pro League | 10   | 0     |
| 2010/11 | Cercle Brugge  | België | Play-Off II A      | 4    | 0     |
| 2011/12 | Cercle Brugge  | België | Eerste Klasse      | 5    | 0     |
| 2013/14 | Whuhan Zall    | China  | Super League       | 2    | 0     |
|         |                |        | Totaal             | 34   | 3     |